# Pudukkottai (Distrikt)
Der Distrikt Pudukkottai (Tamil புதுக்கோட்டை மாவட்டம் Putukkōṭṭai māvaṭṭam) ist ein Distrikt des indischen Bundesstaates Tamil Nadu. Verwaltungszentrum ist die namensgebende Stadt Pudukkottai. Der Distrikt Pudukkottai hat eine Fläche von 4.644 Quadratkilometern und 1,6 Millionen Einwohner (Volkszählung 2011).

## Geografie

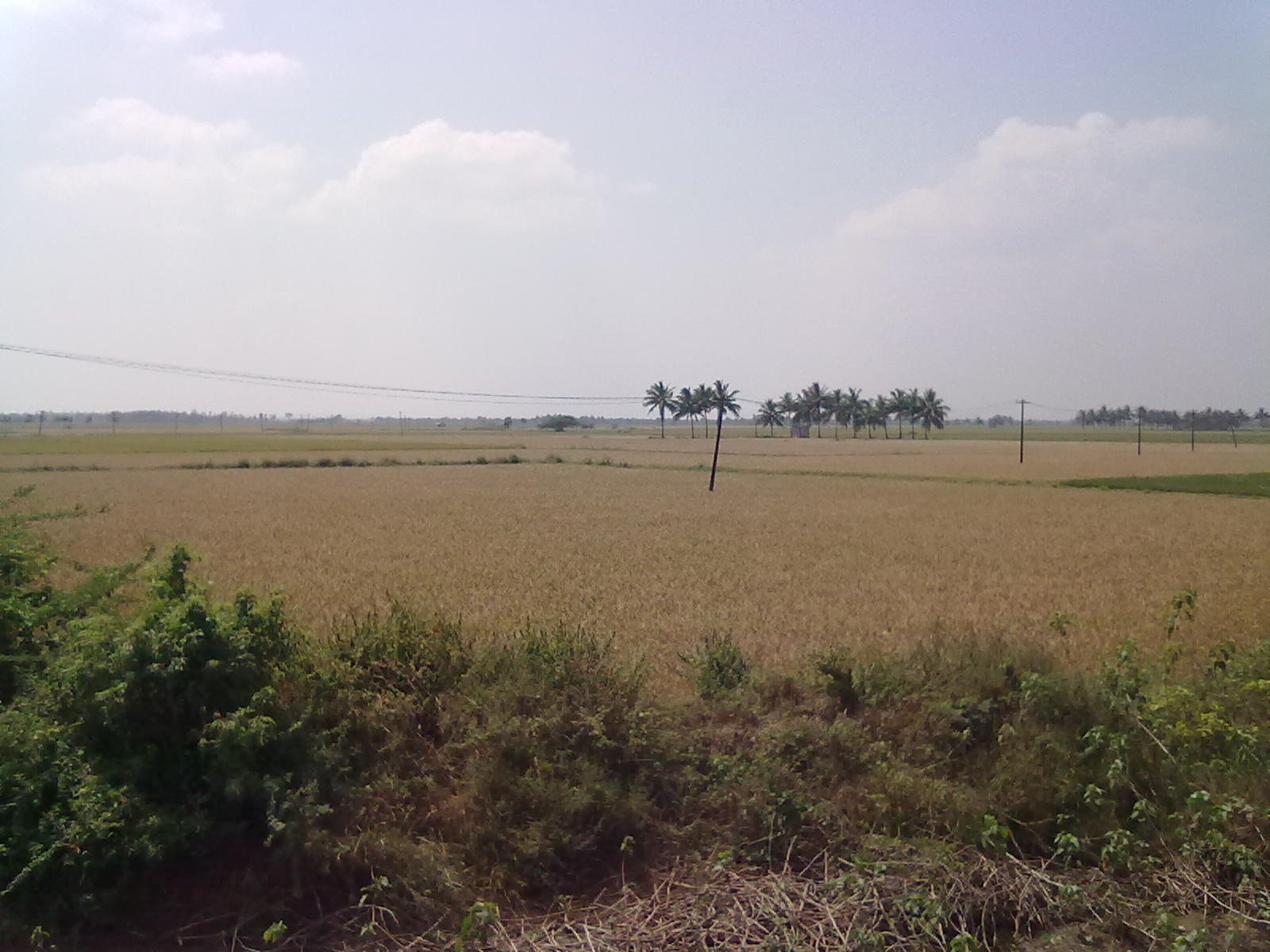
Felder bei Regunathapuram

Der Distrikt Pudukkottai liegt südwestlich des Kaveri-Deltas und gehört zur Region Chola Nadu, dem historischen Kernland des Chola-Reiches. Nachbardistrikte sind Ramanathapuram im Süden, Sivaganga im Südwesten, Tiruchirappalli im Nordwesten und Thanjavur im Nordosten. Im Südosten hat der Distrikt Anteil an der Küste der Palkbucht, dem zwischen Indien und Sri Lanka gelegenen Teil des Golfs von Bengalen. Die Küstenlänge beträgt etwa 42 Kilometer.
Die Fläche des Distrikts Pudukkottai beträgt 4644 Quadratkilometer. Das Terrain ist flach und ohne besondere landschaftliche Merkmale. Durch das Distriktgebiet fließt der periodisch wasserführende Fluss Vallaru. Vereinzelt erheben sich isolierte Felsen aus der ansonsten flachen Umgebung. Im Jahr 1016–17 waren nach offiziellen Angaben 235,35 km² (5,1 Prozent der Distriktfläche) mit Wald bedeckt.
Im Distrikt Pudukkottai herrscht ein wechselfeuchtes Tropenklima vor. Die Jahresmitteltemperatur in Pudukkottai beträgt 28,6 °C, das Jahresmittel des Niederschlages liegt bei 910 mm. Die meisten Niederschläge fallen während des Nordostmonsuns zwischen Oktober und Dezember. Auch während des Südwestmonsuns zwischen Juli und September kommt es zu Regenfällen.

## Geschichte

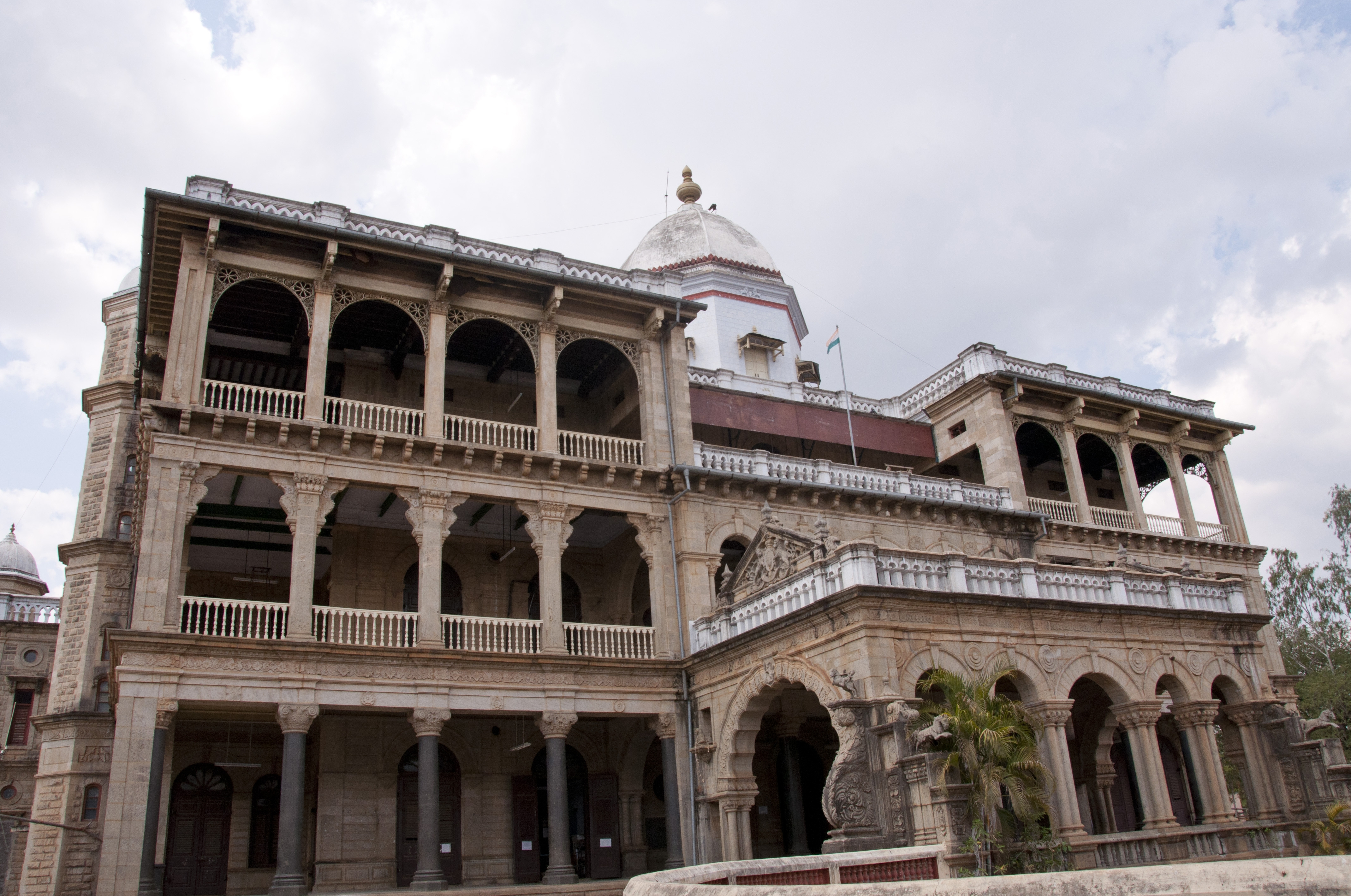
Der Palast der Rajas von Pudukkottai

Der heutige Distrikt Pudukkottai ist weitgehend deckungsgleich mit dem Gebiet des historischen Fürstenstaats Pudukkottai. Dieser war Ende des 17. Jahrhunderts von Ragunatha Tondiman gegründet worden. In den Karnatischen Kriegen im 18. Jahrhundert verbündeten sich die Rajas von Pudukkottai mit den Briten und durften daher während der britischen Kolonialzeit Pudukottai als nominell unabhängigen Fürstenstaat unter britischer Oberhoheit weiterregieren. Ein Jahr nach der indischen Unabhängigkeit wurde der Fürstenstaat Pudukkottai 1948 aufgelöst und dem Distrikt Tiruchirappalli des damaligen Bundesstaates Madras zugeschlagen, der 1956 nach den Sprachgrenzen des Tamil neu formiert und 1969 in Tamil Nadu umbenannt wurde. Am 14. Januar 1974 wurde das Gebiet von Pudukkottai wieder aus dem Distrikt Tiruchirappalli gelöst, um mit einigen Gebieten aus dem Distrikt Thanjavur den Distrikt Pudukkottai zu bilden.

## Bevölkerung

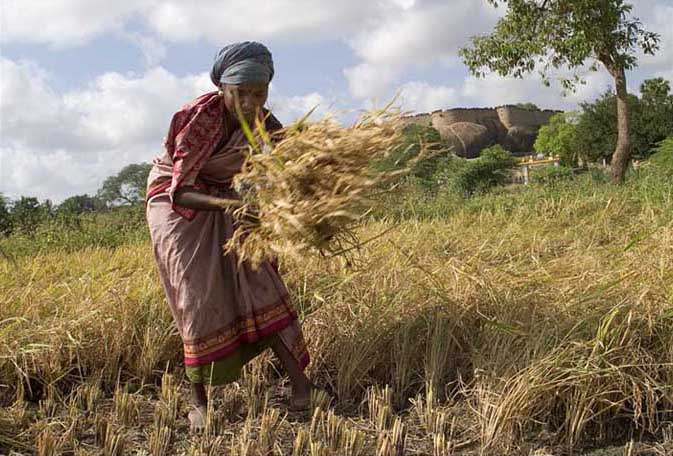
Feldarbeiterin bei der Ernte in Tirumayam

Bei der indischen Volkszählung 2011 hatte der Distrikt Pudukkottai 1.618.345 Einwohner. Der Distrikt ist recht dünn besiedelt und deutlich ländlich geprägt: Die Bevölkerungsdichte lag 2011 mit 348 Einwohnern pro Quadratkilometer unter dem Durchschnitt Tamil Nadus (555 Einwohner pro Quadratkilometer). Nur 20 Prozent der Einwohner des Distrikts Pudukkottai lebten in Städten (im Mittel des Bundesstaates waren es 48 Prozent). 18 Prozent der Einwohner des Distrikts waren Angehörige registrierter niederer Kasten (Scheduled Castes). Die Alphabetisierungsquote lag mit 77 Prozent unter dem Durchschnitt des Bundesstaates (80 Prozent).
Unter den Einwohnern des Distriktes stellten die Hindus nach der Volkszählung 2011 mit 88 Prozent eine große Mehrheit. Daneben gab es Minderheiten von Muslimen (7 Prozent) und Christen (4,5 Prozent). Die Hauptsprache im Distrikt Pudukkottai ist wie in ganz Tamil Nadu das Tamil. Bei der Volkszählung 2001 wurde es von 99 Prozent der Einwohner des Distrikts als Muttersprache gesprochen.

## Sehenswürdigkeiten

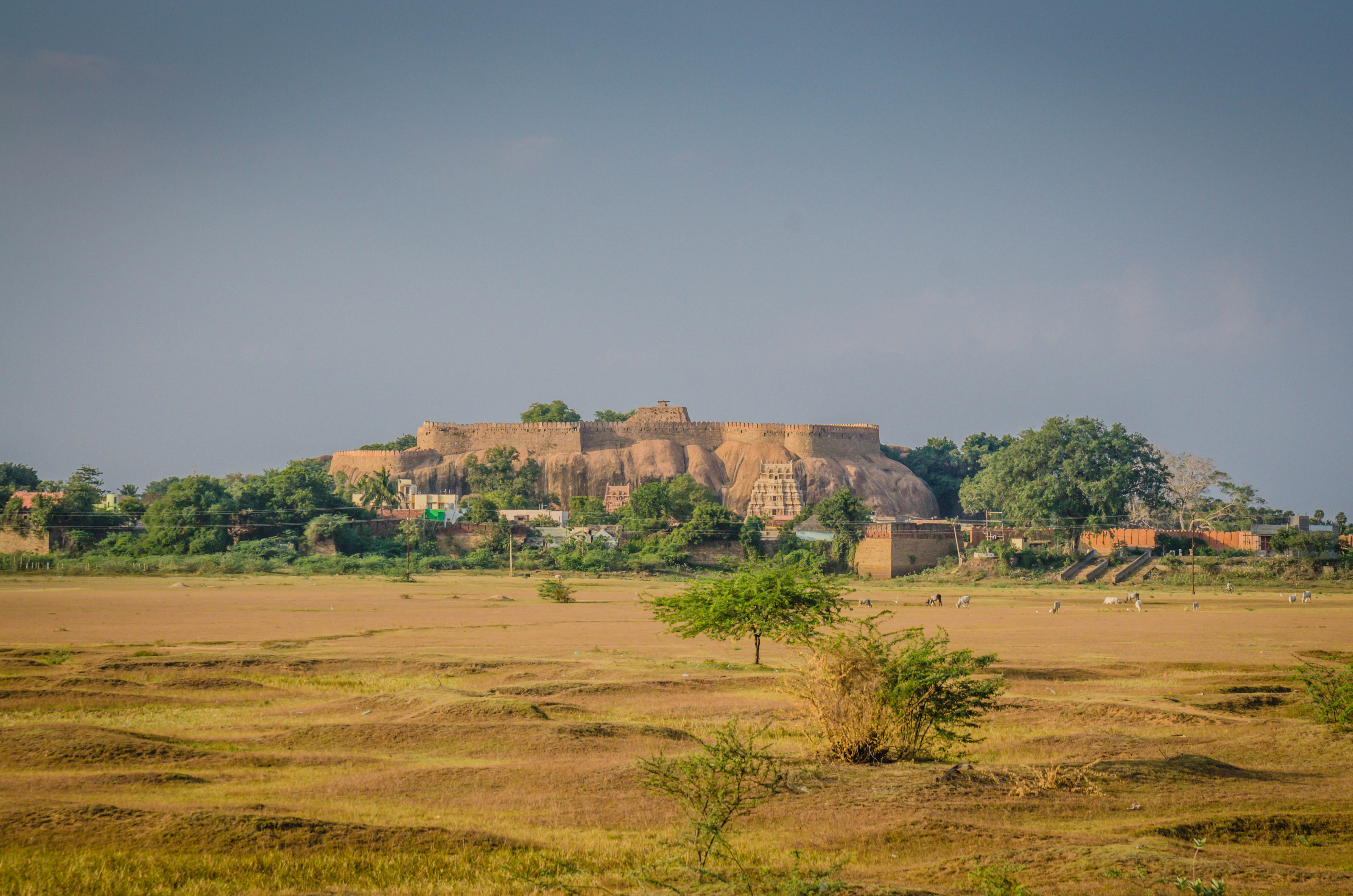
Tirumayam – Fort und Tempel

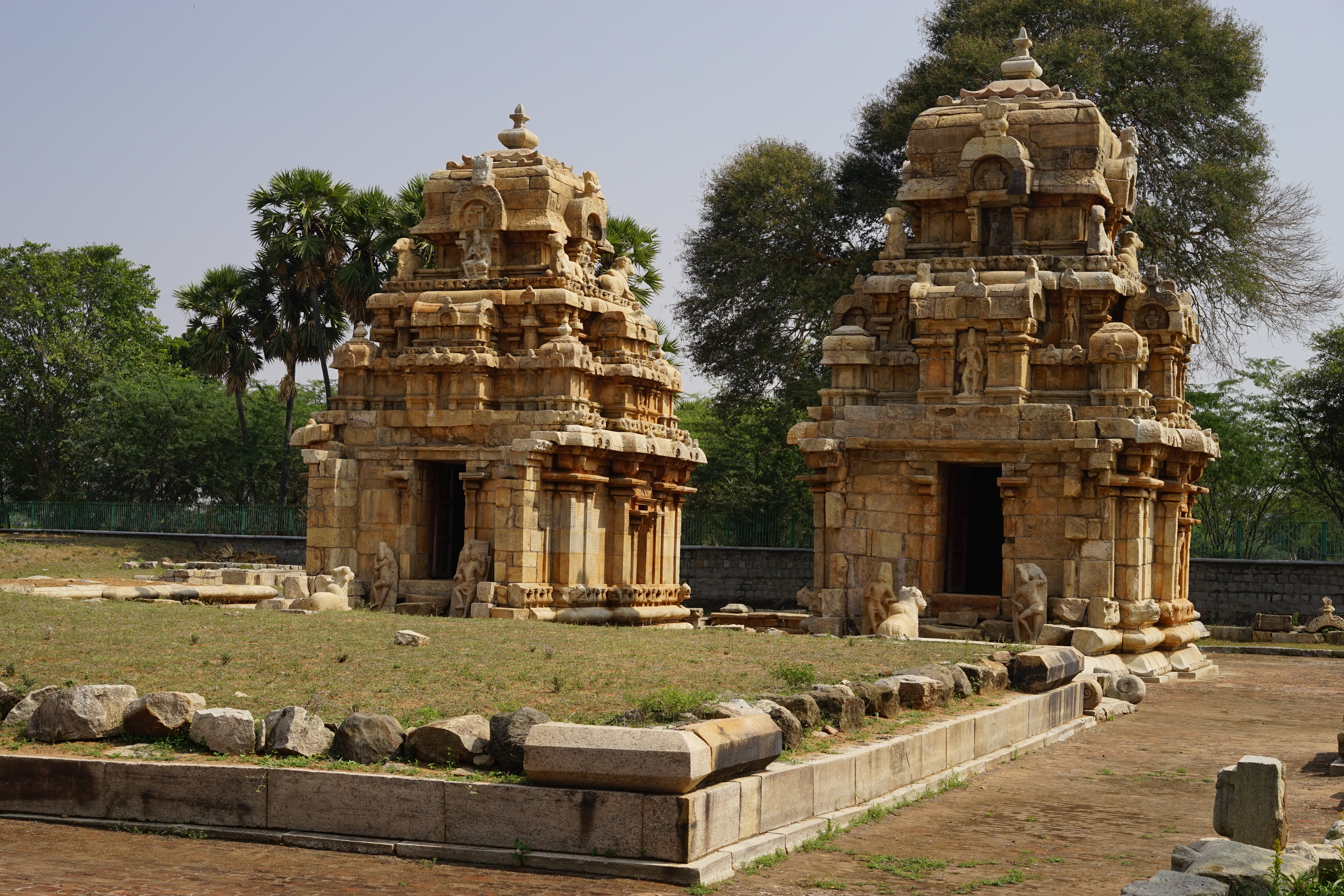
Kodumbalur – Muvar-Koil-Tempel

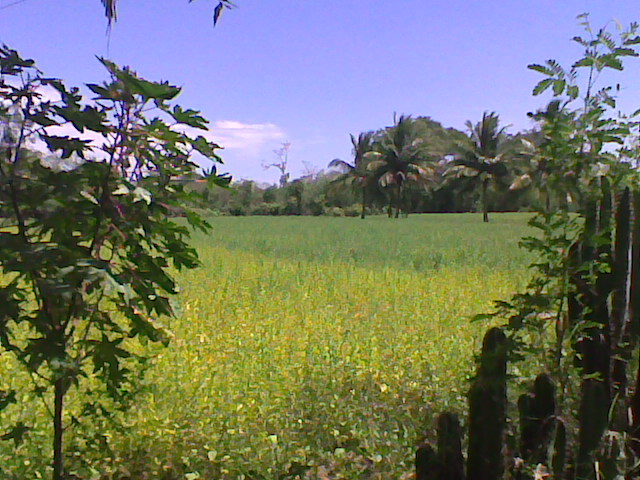
Sesamfeld in Pudukkottai

Der Distrikt Pudukkottai liegt abseits der Touristenrouten, hat aber eine Reihe von kulturgeschichtlich wertvollen Stätten aufzuweisen, die sich nahezu ausnahmslos in oder bei – aus der ebenen Landschaft aufragenden – Granit- oder Basaltfelsen befinden.:
- Im ca. 20 km südlich gelegenen Dorf Tirumayam befinden sich auf einem steilen Felsen die Ruinen einer im 17. Jahrhundert erbauten Festung. Am Fuße des Felsens befinden sich zwei Höhlentempel, von denen einer dem Gott Shiva und der andere Vishnu geweiht ist. Das Vishnu-Heiligtum gehört zu den Divya Desams, den 108 heiligen Orten des tamilischen Vishnuismus.
- Ca. 15 km nordwestlich liegt das Dorf Panangudi mit einem kleinen, aber durchaus beachtenswerten Shiva-Tempel.
- Im ca. 18 km westlich gelegenen Dorf Kudumiyamalai erhebt sich ein großer runder Felshügel aus der Ebene. Der Ort ist ein alter Shiva-Verehrungsplatz. Am Fuß des Granitfelsens steht ein gemauerter Tempel einer Nayak-Dynastie aus dem 17. Jahrhundert. Dahinter führt ein Eingang in einen kleinen Höhlentempel aus dem 7. oder 8. Jahrhundert. An der glatten Felswand ist zwischen einem eingetieften Ganesha-Relief und der Tempelwand eine 3 m breite Felsinschrift erhalten, die eine der frühesten Quellen zur indischen Musik darstellt. Die Vokalnotation des melodischen Materials von sieben grundlegenden Ragas wird dem Pallava-Herrscher Mahendravarman I. (reg. um 600–630) zugeschrieben.[9]
- Ungefähr 18 km nordwestlich liegt das Dorf Sittannavasal. Hier befindet sich der jainistische Höhlentempel Arivarkoil aus dem 7. mit stark nachgedunkelten Wandmalereien aus dem 8. oder 9. Jahrhundert. In der Nähe des Höhlentempels ist die älteste Inschrift des Distrikts, eine tamilische Brahmi-Inschrift aus dem 1. Jahrhundert v. Chr. zu sehen.[10]
- In den Granitfelsen bei der ca. 20 km nordwestlich gelegenen Ortschaft Narthamalai befindet sich ein Komplex aus zwei Höhlentempeln und mehreren Freibautempeln.
- Knapp 50 km nordwestlich liegt das Dorf Kodumbalur mit zwei Tempelbauten aus der zweiten Hälfte des 9. Jahrhunderts.

## Verwaltungsgliederung

### Taluks
Der Distrikt Pudukkottai war 2022 in 12 Taluks unterteilt: Alangudi, Gandarvakottai, Pudukkottai, Thirumayam, Karambakkud, iAranthangi, Auvdaiyarkoil, Manamelkudi, Illuppur, Kulathur, Ponnamaravathi und Viralimalai.

### Städtische Siedlungen
Im Distrikt Pudukkottai gab es 2022 zwei Städte mit eigener Stadtverwaltung (Municipalities) und acht nach dem Panchayat-System verwaltete Kleinstädte (Town Panchayats). Angegeben ist die Einwohnerzahl nach der Volkszählung 2011.
Municipalities
- Aranthangi (40.814)
- Pudukkottai (117.630)

Town Panchayats
Alangudi, Annavasal, Arimalam, Illuppur, Karambakudi, Keeramangalam, Keeranur, Ponnamaravathi.

## Landwirtschaft
Pudukkottai ist landwirtschaftlich geprägt. Nach der Volkszählung 2011 waren von den 761.693 als arbeitend registrierten Personen 192.462 (25,3 %) als Bauern und 234.344 (30,8 %) als Landarbeiter beschäftigt. Im Jahr 2016–17 wurden 1196,10 km² für den Ackerbau genutzt. Auf mehr als der Hälfte der Fläche wurde Reis angebaut, gefolgt von Kokospalmen, Erdnüssen, Cashewnüssen, Urdbohnen (black gram), Mais, Zuckerrohr, Bananen und Sesam (gingelly).